# Калинычева, Клара Ивановна
Клара Ивановна Калинычева (1933—1999) — советская и российская художница-график, иллюстратор.

## Биография
Клара Ивановна родилась в Москве 30 августа 1933 года у Яноша, тогда уже Ивана Тоута и Полины Калинычевой. Была единственной дочерью в семье. Рисовать начала с детства.
В 1948—1952 годах Клара училась в Московском художественно-графическом педагогическом училище, а в 1953—1960 годах — в Московском государственном художественном институте им. В. И. Сурикова Суриковский институт.
В 1957 году Калинычева вышла замуж за В. Е. Попкова, у неё родился сын Алексей. С этого же года художница начала работу для издательства, а её картины появились на выставках.
В 1962 году Клару приняли в члены Союза художников СССР. С 1973 по 1987 года она была членом графической комиссии СХ РСФСР.
После трагической смерти первого мужа в 1974 году, в 1979 году она вышла замуж за А. И. Зыкова.
В 1999 году ей было присвоено почётное звание заслуженного художника Российской Федерации.
Произведения К. И. Калинычевой находятся в Государственной Третьяковской галерее, Государственном музее изобразительных искусств имени А. С. Пушкина, Государственном Русском музее и более 40 музеях России и за рубежом.